# こじし座T星
こじし座T星（T Leonis Minoris、T LMi）は、こじし座の方角、地球から約1,890光年離れた場所にある食変光星である。

## 発見
こじし座T星は、1904年に発見された。ハーバード大学天文台のリービットが、写真星図から変光星を探す作業の中で変光星であることを確認した。こじし座で見つかった3番目の変光星ということで、「こじし座T星」と命名された。

## 特徴
食変光星の中でも、半分離のアルゴル型変光星に分類される。
コパールは、主星の質量が異常に低い、具体的には、スペクトル型がA0と高温にもかかわらず、コパールの推定では質量が太陽の7割しかなかったことから、風変わりな食変光星「おおいぬ座R型」と分類した。
その後、綿密な測光観測によって、主星と伴星の質量比がコパールの推定から修正されると、主星の質量は妥当なものであることがわかった。他のおおいぬ座R型に分類された食変光星も同様で、おおいぬ座R型は誤った質量推定に基づく実在しない分類であるとされる。
半分離型のこじし座T星は、伴星がほぼロッシュ・ローブを満たしている一方、主星はロッシュ・ローブより小さいとみられる。修正された主星の質量は太陽の2倍程、伴星は質量が太陽の4割程と予想される。
こじし座T星の公転周期は徐々に短くなっており、いずれ軌道が縮小して主星と伴星が接触し、おおぐま座W型変光星へ進化すると予想される。